# 24249 Bobbiolson
24249 Bobbiolson è un asteroide della fascia principale. Scoperto nel 1999, presenta un'orbita caratterizzata da un semiasse maggiore pari a 2,4029794 UA e da un'eccentricità di 0,2159343, inclinata di 3,29660° rispetto all'eclittica.